# Тангеранг
Тангеранг (на индонезийски: Tangerang) е град в Индонезия. Населението му е 1 798 601 жители (2010 г.). Има площ от 164,54 кв. км. Разделен е на 13 района. Намира се в часова зона UTC+7 на 20 км западно от Джакарта. Разполага с няколко университета. В самия град е разположено международно летище, където е централният офис на националния превозвач на Индонезия.